# Bognár András (irodalomtörténész)
Bognár András (Madaras, 1932. július 5. – Madaras, 1989. július 8.) irodalomtörténész, nyelvész, honismereti kutató.

## Élete
Kalocsán, a jezsuita gimnáziumban érettségizett 1950-ben, majd teológus oklevelet szerzett a budapesti Római Katolikus Hittudományi Akadémián. 1958-ban az ELTE BTK-n könyvtáros végzettséget is szerzett. 1974–1989 között a kecskeméti Katona József Megyei Könyvtár könyvtárosa és tudományos munkatársa volt. 1983-tól 1989-ig a Bács-Kiskun Megyei Honismereti Közlemények szerkesztője. Jelentős forráskiadványokat adott ki a helynévkutatás és történeti nyelvészet területéről. Bognár nevéhez kötődik a kun nyelvemlékek és a Kun Miatyánk keleti forrásainak felkutatása. Számos művet fordított angolból, görögből, héberből, latinból és németből.

## Főbb művei
- Az anyakönyvek forrásértékéről (Honismeret, 1988)
- Cornides-kódex. Ráskai Lea másolata. Hasonmás és kritikai szövegkiadás (szerk., Levárdy Ferenccel közösen, Codices Hungarici. 6., 1967)
- Éder Xavér Ferenc leírása a perui missziókról a XVIII. századból (Boglár Lajossal közösen, Ethnographia, 1975)
- Harmincéves a Katona József Megyei Könyvtár. Kecskemét. 1952–1982 (összeáll., Kovács Pállal közösen, Kecskemét, 1982)
- Magyar glosszák egy Pelbárt-kötetben (Magyar Nyelv, 1963)
- Példák könyve, 1510. A budapesti Egyetemi Könyvtár Cod. Hung. 3. jelzésű kódexe. Hasonmás és kritikai szövegkiadás (szerk., bev., Levárdy Ferenccel közösen, 1960)
- A Példák könyve keletkezésének körülményei (Levárdy Ferenccel közösen, Irodalomtörténeti Közlemények, 1959)
- Pesty Frigyes kéziratos helynévtárából. I. köt. Jászkunság (Sajtó alá rend., Kecskemét–Szolnok, 1978)
- Pesty Frigyes kéziratos helynévtárából. II. köt. Külső-Szolnok (Sajtó alá rend., Kecskemét–Szolnok, 1979)
- Pesty Frigyes kéziratos helynévtárából. Pest-Pilis-Solt vármegye és kiegészítések (sajtó alá rend., Pest megyei téka. 6., Szentendre, 1984)
- Pesty Frigyes kéziratos helynévtárából. Hont vármegye és kiegészítések (sajtó alá rend., Pest megyei téka. 7,. Szentendre, 1984)
- Régi magyar szövegek (Magyar Nyelv, 1970)
- A tanyanevekről (Honismeret, 1982)
- Útmutató Pest megye földrajzi neveinek gyűjtéséhez (Budapest, 1984)

## Díjak, ösztöndíjak
- Csűry Bálint-díj (1978)
- Soros Alapítvány ösztöndíja (1989)